# Doctor Strange in the Multiverse of Madness
Doctor Strange in the Multiverse of Madness is een Amerikaanse superheldenfilm uit 2022, gebaseerd op het gelijknamige personage en het vervolg op de film Doctor Strange uit 2016. De film is geproduceerd door Marvel Studios en is de 28ste film uit de Marvel Cinematic Universe (MCU). Sam Raimi neemt de regierol op en het script is geschreven door Jade Bartlett en Michael Waldron. De hoofdrollen worden vertolkt door Benedict Cumberbatch als Doctor Stephen Strange, Elizabeth Olsen, Chiwetel Ejifor, Benedict Wong, Xochitl Gomez, Michael Stuhlbarg en Rachel McAdams.

## Verhaal
De film opent met America Chavez die samen met Defender Strange probeert te ontsnappen aan een demon die achter haar krachten aan zit. Als het niet lukt om de demon te verslaan, verraadt Defender Strange America en probeert haar krachten af te pakken om zelf sterker te worden en de demon te verslaan. Dit mislukt, doordat Strange wordt gedood door de demon. Uit angst opent America Chavez een portaal waardoor zij en de dode Strange in het MCU (Marvel Cinematisch Universum) terechtkomen.
In het Sanctum in New York wordt Doctor Strange wakker en het blijkt dat dit zijn droom was. Hij besteedt hier verder geen aandacht aan en gaat naar de bruiloft van Christine, zijn ex-vriendin. De bruiloft wordt abrupt onderbroken door een monster dat achter America aan zit. Het monster is bedekt met vreemde runen. Doctor Strange en Wong nemen het op tegen dit monster en verslaan het. Daarna nemen ze America mee naar het Sanctum Sanctorum.
Runen horen bij hekserij en niet bij magie, daarom zoekt Strange een expert op het gebied van hekserij op, Wanda Maximoff. Strange vraagt Wanda hen te helpen, maar het blijkt dat Wanda de monsters op America afgestuurd had. Wanda wil America's gaven afnemen en voor zichzelf gebruiken om een universum op te zoeken waar ze bij haar kinderen kan zijn. Strange staat niet toe dat Wanda dit doet en hierom valt Wanda Kamar Taj aan. In het gevecht doodt Wanda veel van de leerlingen en probeert America's gaven af te nemen. Weer opent America een portaal waardoor zij en Strange van Wanda ontsnappen. Wong blijft achter bij Wanda.
America en Strange schieten door talloze universa tot ze uiteindelijk belanden in een groenere versie van het MCU. America en Strange gaan op zoek naar de Doctor Strange van dit universum. America steelt eten en raakt in een gevecht met de verkoper. Strange betovert hem zodat hij zichzelf slaat. Onderweg naar het Sanctum komen ze langs een winkel waarin je je herinneringen kan herbeleven. Strange ziet de datum waarop hij van Christine zijn horloge kreeg. America ziet de eerste keer dat ze haar krachten gebruikte. Ze was bloemen aan het plukken, maar werd bang van een bij die naar haar toe vloog. Hierdoor opende ze voor het eerst een portaal. Helaas werden zij en haar moeders door dit portaal weggezogen uit hun eigen universum. America raakte gescheiden van haar moeders en reist sindsdien tussen universa op zoek naar haar moeders.
Aangekomen bij het Sanctum komen ze erachter dat de Strange van dit universum is gestorven tijdens het gevecht met Thanos. De nieuwe meester van het Sanctum is Mordo. Mordo ontvangt ze met open armen. Mordo vertelt Strange dat Wanda kan droomreizen met de Darkhold, het boek dat Wanda in Agnes’ kelder vond. Zo kan ze de Wanda van een ander universum tijdelijk overnemen. Mordo ziet Wanda niet als een groot gevaar, maar Doctor Strange wel. Daarom neemt Mordo America en Strange gevangen.
Ondertussen maakt Wanda zich klaar om te droomreizen naar het universum waar America en Strange zich bevinden. Terwijl Wanda droomreist blijkt dat Sara het gevecht in Kamar Taj had overleefd. Zij vernietigt de Darkhold en sterft daarbij. Als Wanda dreigt een aantal leerlingen te vermoorden bekent Wong dat de Darkhold een kopie was. Het origineel stond geschreven op de muren van een graftombe. Wong brengt Wanda naar de tombe en het blijkt dat het geen graftombe is, maar een tempel voor de Scarlet Witch. Opnieuw droomreist Wanda naar het universum waar America en Strange zich bevinden en ze gaat op hen af.
America en Strange komen erachter dat ze gevangen zijn genomen door de Illuminati, een team, opgericht door de variant van Doctor Strange, om de aarde te beschermen. Het team bestaat uit Mr. Fantastic, Captain Marvel (Maria Rambeau), Mordo, Professor X,  Captain Carter (Variant van Captain America) en Black Bolt. Strange moet voor de Illuminati verschijnen en zij zullen besluiten wat ze met hem zullen doen. Dan vertelt Professor X dat de Strange van dit universum niet stierf in het gevecht met Thanos, maar dat hij gedood is door de Illuminati. Strange had namelijk gedroomreisd en daardoor per ongeluk een incursie veroorzaakt (Twee universa die samenkomenin één, waardoor één of beide universa vernietigd worden). Tijdens de zitting dringt Wanda het hoofdkwartier van de Illuminati binnen.
Alle leden van de Illuminati, behalve Mordo gaan weg om te vechten tegen Wanda. Ze sterven allen in gevecht met Wanda. Mordo en Strange vechten, omdat Mordo vindt dat Strange ook gedood moet worden. Strange wint en ontsnapt om America te zoeken. Achtervolgd door Wanda, zoeken America, Christine en Strange naar het ‘Waypoint’ Daar kunnen ze een ruimte tussen universa betreden, waar het boek van Vishanti ligt, waarmee je elke vijand kan verslaan. Het lukt Wanda echter om daar ook te komen. Tijdens hun gevecht maakt America per ongeluk een portaal naar de tempel, waar Wanda zich bevindt. Ook Doctor Strange en Christine gaan door een portaal. De inmiddels niet meer bezeten Wanda blijft achter.
Christine en Strange belanden in een universum dat vernietigd is door een incursie. Hier zoeken ze weer de Strange van dit universum op. Deze blijkt slecht te zijn en de normale Strange verslaat hem in een muzikaal gevecht. Strange weet dat de enige manier om Wanda te stoppen is door zelf te droomreizen. Daar is echter geen levende versie van Doctor Strange meer. Daarom droomreist hij naar het lijk van Defender Strange. Hierdoor komen de zielen van de verdoemden achter hem aan. Strange weet deze echter vóór zich te gebruiken en hij bevrijdt America. Dan opent America een portaal naar de variant van Wanda en haar kinderen, Billy en Tommy. De kinderen zijn echter niet blij om haar te zien, maar ze zijn bang om wat Wanda gedaan heeft. Dan pas realiseert Wanda wat ze gedaan heeft en vernietigt ze de Darkhold in alle universa, zodat niemand meer door de Darkhold beïnvloed kan worden. Hierbij stort de tempel neer op Wanda. America en Wong weten te ontkomen en gaan terug naar Kamar Taj. America haalt Christine en Strange op en brengt ze terug naar hun eigen universa. America wordt een nieuwe leerling in Kamar Taj.
Na het gevecht met Wanda repareert Strange zijn horloge en hij gaat naar buiten. Buiten, echter, valt hij schreeuwend op de grond en ontstaat er een derde oog op zijn gezicht.
Halverwege de aftiteling zien we Strange lopend op straat. Opeens wordt hij geroepen door Clea, die zegt dat hij haar moet helpen, omdat hij een incursie veroorzaakt heeft.
Na de aftiteling zien we de man die Strange had betoverd, om ervoor te zorgen dat hij zichzelf sloeg. Het slaan houdt op, hij kijkt in de camera en zegt: ‘It’s over!’

## Rolverdeling
| Acteur               | Rol                             |
| -------------------- | ------------------------------- |
| Benedict Cumberbatch | Doctor Stephen Strange          |
| Benedict Cumberbatch | Sinister Stephen Strange        |
| Benedict Cumberbatch | Defender Stephen Strange        |
| Benedict Cumberbatch | Supreme Stephen Strange         |
| Elizabeth Olsen      | Wanda Maximoff / Scarlet Witch  |
| Elizabeth Olsen      | Alternatieve Wanda Maximoff     |
| Benedict Wong        | Wong                            |
| Xochitl Gomez        | America Chavez                  |
| Rachel McAdams       | Dr. Christine Palmer            |
| Rachel McAdams       | Alternatieve Christine Palmer   |
| Chiwetel Ejiofor     | Baron Karl Mordo                |
| Michael Stuhlbarg    | Dr. Nicodemus West              |
| Julian Hilliard      | Billy Maximoff                  |
| Jett Klyne           | Tommy Maximoff                  |
| Sheila Atim          | Sara                            |
| Adam Hugill          | Rintrah                         |
| Ako Mitchell         | Charlie                         |
| Momo Yeung           | Hong Kong Master                |
| Daniel Swain         | London Master                   |
| Topo Wresniwiro      | Hamir                           |
| Yenifer Molina       | Gargantos                       |
| Michael Waldron      | Charlie's Best Man              |
| Patrick Stewart      | Professor X / Charles Xavier    |
| Lashana Lynch        | Maria Rambeau / Captain Marvel  |
| Hayley Atwell        | Captain Peggy Carter            |
| John Krasinski       | Mr. Fantastic / Reed Richards   |
| Anson Mount          | Black Bolt / Blackagar Boltagon |
| Bruce Campbell       | Pizza Poppa                     |
| Ross Marquand        | Ultron Sentries (stem)          |
| Ruth Livier          | Elena Chavez                    |
| Chess Lopez          | Amalia Chavez                   |
| Charlize Theron      | Clea (Mid-Credit Scene)         |

## Achtergrond

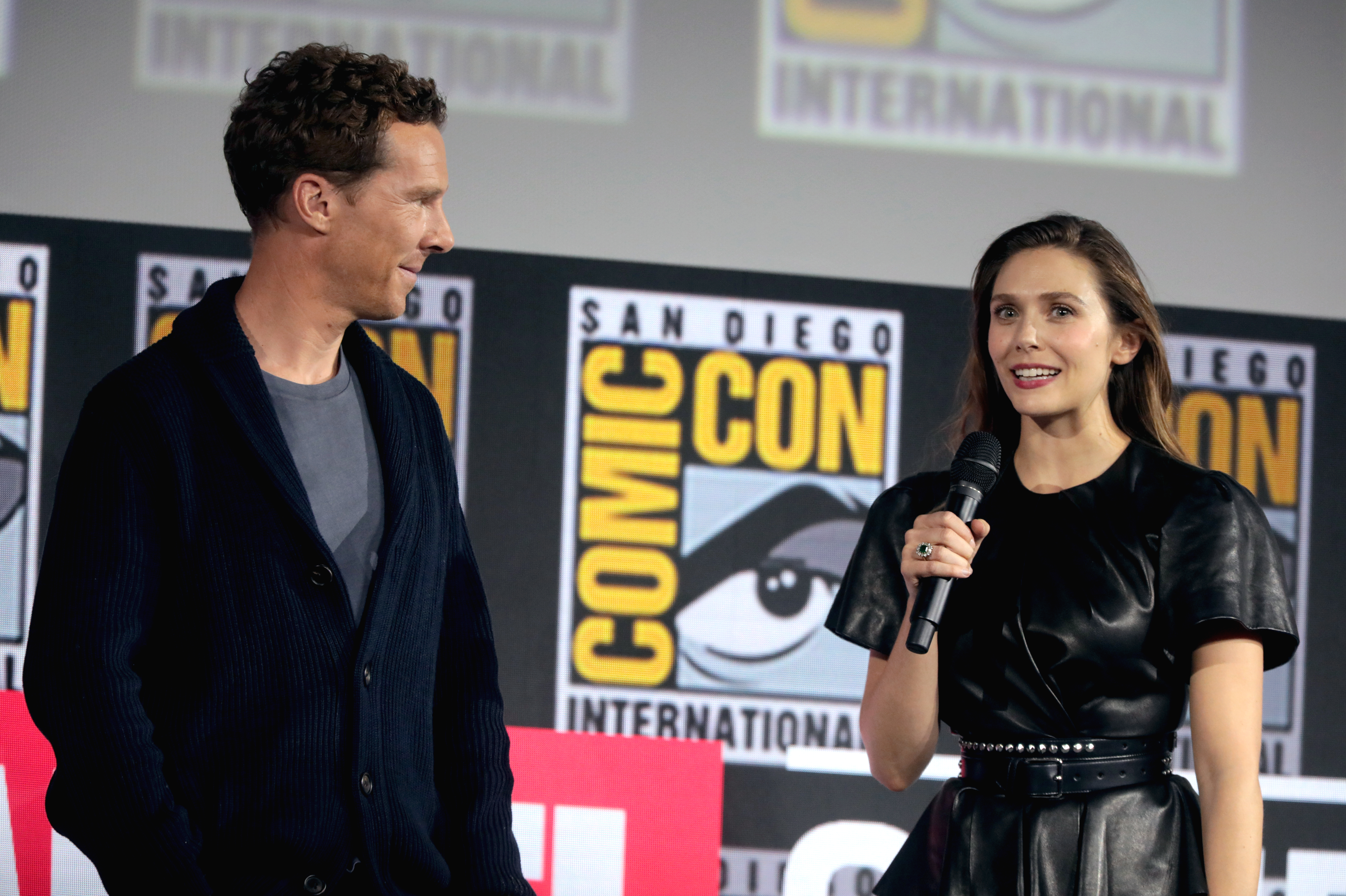
Cumberbatch en Olsen maken de film bekend tijdens de San Diego Comic-Conin 2019

### Productie
De regisseur en mede scenarioschrijver van Doctor Strange Scott Derrickson maakte in 2016 bekend dat er plannen waren voor een vervolg. Hij tekende in december 2018 om terug te keren als regisseur, tegelijkertijd toen bekend werd dat Cumberbatch zou terugkeren voor zijn rol. De titel van de film werd bekendgemaakt in tijdens de San Diego Comic Con in juli 2019 bekendgemaakt. Ook raakte bekend dat Elizabeth Olsen de rol van Wanda Maximoff zou vertolken. Bartlett werd in oktober 2019 aangesteld als scenarioschrijver voor de film. Derrickson verliet het project in januari 2020 wegens verschillende creatieve inzichten. De maand daarna voegde Waldron zich bij het project en in april 2020 nam Raimi de rol op zich van regisseur. 

### Opnames
De opnames gingen in november 2020 in Londen van start, maar werd in januari 2021 stilgelegd vanwege de coronapandemie. In maart 2021 werden de opnames hervat en werden in april 2021 in Somerset afgerond.